# Verein für Rasenspiele Mannheim
Il Verein für Rasenspiele Mannheim e.V. è una società calcistica tedesca di Mannheim, Baden-Württemberg. Attualmente milita in Oberliga Baden-Württemberg, girone di quinta divisione del Campionato tedesco di calcio.
La squadra ha sempre giocato a livelli amatoriali, se si esclude un periodo tra gli anni venti e gli anni quaranta in cui ha militato in massima divisione.

## Storia

### Primi anni
La società attuale nacque nel 1911 dalla fusione tra Mannheimer FG 1896, Mannheimer FG 1897 Union e FC Viktoria 1897 Mannheim e queste squadre facevano parte della VSFV (Verband Süddeutscher Fussball Vereine - federazione delle società tedesche del sud). Il club vinse il suo primo campionato locale nella stagione 1924-1925 ma fu eliminato al primo turno dal TuRU Düsseldorf.

### I successi tra gli anni 30 e gli anni 40
Nel 1933 il regime nazista riorganizzò il calcio tedesco in sedici massime divisioni, le Gauligen, e il VfR Mannheim fu relegato a giocare in Gauliga Baden. Durante questi dieci anni, la squadra offrì buone prestazione vincendo la propria Gauliga per cinque volte (1935, 1938, 1939, 1943, 1944) ma il miglior risultato a livello nazionale fu nel 1943 con l'eliminazione ai quarti di finale da parte dal FV Saarbrücken, futuro finalista.

### Il dopoguerra e la vittoria del campionato tedesco
Terminata la seconda guerra mondiale, il Mannheim andò a giocare in Oberliga Süd dove ottenne risultati discreti fino alla vittoria del campionato nel 1949. In quella stagione il club terminò al secondo posto l'Oberliga a nove punti di distanza dal Kickers Offenbach posizione comunque sufficiente per passare ai play-off nazionali; ai quarti di finale però il VfR vinse 5-0 contro l'Amburgo, in semifinale sconfisse il Kickers Offenbach 2-1 e in finale batté il Borussia Dortmund per 3-2 dopo i tempi regolamentari.
L'anno successivo la compagine terminò il suo cammino ai quarti di finale, sconfitta 1-2 dal Preußen Dellbrück.

### Dal 1963 ad oggi
Il VfR Mannheim iniziò a giocare in Regionalliga Süd nel 1963, anno della creazione della Bundesliga e nel 1971 scivolò in Amateurliga Nordbaden. Nonostante i continui problemi finanziari respinse nel 1988 e nel 2003 le richieste di unione del Waldhof Mannheim; le difficoltà economiche si aggravarono nel 2003 quando la federazione relegò il VfR in Verbandsliga Nordbaden (V). Nel 2004 la squadra vinse il suo girone di Verbandsliga e venne promossa in Oberliga Baden-Württemberg, dove da allora milita.

## Palmarès

### Competizioni nazionali
- Campionato tedesco: 1

1948-1949

### Competizioni regionali
- Gauliga Baden: 5

1934-1935, 1937-1938, 1938-1939, 1942-1943, 1943-1944

### Altri piazzamenti
- Coppa di Germania:

Semifinalista: 1958-1959
- Oberliga Süd:

Secondo posto: 1948-1949
- Gauliga Baden:

Secondo posto: 1933-1934, 1936-1937